# Кінслі (Канзас)
Кінслі (англ. Kinsley) — місто (англ. city) в США, в окрузі Едвардс штату Канзас. Населення — 1456 осіб (2020).

## Географія
Кінслі розташоване за координатами 37°55′21″ пн. ш. 99°24′41″ зх. д. / 37.92250° пн. ш. 99.41139° зх. д. (37.922401, -99.411378).  За даними Бюро перепису населення США в 2010 році місто мало площу 3,34 км², уся площа — суходіл.

## Демографія
Згідно з переписом 2010 року, у місті мешкало 1457 осіб у 654 домогосподарствах у складі 384 родин. Густота населення становила 437 осіб/км².  Було 813 помешкання (244/км²).
Расовий склад населення:
| - 93,1 % — білих - 0,8 % — чорних або афроамериканців - 0,8 % — азіатів - 0,3 % — корінних американців - 3,4 % — осіб інших рас |

До двох чи більше рас належало 1,6 %. Частка іспаномовних становила 14,7 % від усіх жителів.
За віковим діапазоном населення розподілялося таким чином: 23,5 % — особи молодші 18 років, 56,0 % — особи у віці 18—64 років, 20,5 % — особи у віці 65 років та старші. Медіана віку мешканця становила 44,5 року. На 100 осіб жіночої статі у місті припадало 93,2 чоловіків;  на 100 жінок у віці від 18 років та старших — 94,6 чоловіків також старших 18 років.
Середній дохід на одне домашнє господарство  становив 53 705 доларів США (медіана — 42 917), а середній дохід на одну сім'ю — 63 890 доларів (медіана — 56 250). Медіана доходів становила 41 618 доларів для чоловіків та 29 000 доларів для жінок. За межею бідності перебувало 12,2 % осіб, у тому числі 20,1 % дітей у віці до 18 років та 3,6 % осіб у віці 65 років та старших.
Цивільне працевлаштоване населення становило 653 особи. Основні галузі зайнятості: освіта, охорона здоров'я та соціальна допомога — 22,5 %, виробництво — 15,8 %, сільське господарство, лісництво, риболовля — 13,6 %, роздрібна торгівля — 12,3 %.